# Coelichneumon nobilis
Coelichneumon nobilis là một loài tò vò trong họ Ichneumonidae.